# Communauté de communes Seuil Charente-Périgord
La Communauté de communes de Seuil Charente-Périgord est une ancienne communauté de communes française, située dans le département de la Charente et le pays Horte et Tardoire.

## Historique
- Ancienne dénomination: CC de Haute Tardoire

### La1reCC: La CC Seuil Charente-Périgord (1993-2008)[1]
Créée le 31 décembre 1992, la CC Seuil Charente-Périgord regroupe 11 communes en 2007.

### La2eCC: La CC Seuil Charente-Périgord (2008-2017)[2]
Créée le 26 décembre 2007, La CC Seuil Charente-Périgord fusionne l'ancienne CC avec 4 des 5 communes de la CC Val de Tardoire et regroupe 15 communes le 1er janvier 2008.
Elle disparait le 1er janvier 2017 à la suite de sa fusion avec la communauté de communes Bandiat-Tardoire (14 communes) pour former la nouvelle Communauté de communes La Rochefoucauld - Porte du Périgord.

## Administration

### Liste des présidents
La 1re CC Seuil Charente-Périgord (1993-2008) (Siren 241600295)
| Période | Période       | Identité      | Étiquette | Qualité |
| ------- | ------------- | ------------- | --------- | ------- |
| ?       | décembre 2007 | Patrick Borie |           |         |

La 2e CC Seuil Charente-Périgord (2008-2017) (Siren 200012136)
| Période      | Période       | Identité      | Étiquette | Qualité |
| ------------ | ------------- | ------------- | --------- | ------- |
| janvier 2008 | décembre 2016 | Patrick Borie |           |         |

### Régime fiscal et budget
- Régime fiscal (au 01/01/2005): fiscalité additionnelle.

## Composition
Elle regroupait quinze communes le 1er janvier 2016 :
| Nom                       | Code Insee | Gentilé         | Superficie (km2) | Population (dernière pop. légale) | Densité (hab./km2) |
| ------------------------- | ---------- | --------------- | ---------------- | --------------------------------- | ------------------ |
| Montbron (siège)          | 16223      | Montbronnais    | 43,34            | 2 101 (2014)                      | 48                 |
| Charras                   | 16084      |                 | 15,12            | 372 (2014)                        | 25                 |
| Écuras                    | 16124      | Écurassiens     | 24,22            | 589 (2014)                        | 24                 |
| Eymouthiers               | 16135      | Moustériens     | 8,68             | 292 (2014)                        | 34                 |
| Feuillade                 | 16137      | Feuilladois     | 21,83            | 297 (2014)                        | 14                 |
| Grassac                   | 16158      |                 | 28,23            | 319 (2014)                        | 11                 |
| Mainzac                   | 16203      | Mainzacois      | 11,29            | 93 (2014)                         | 8,2                |
| Marthon                   | 16211      | Marthonnais     | 12,82            | 551 (2014)                        | 43                 |
| Orgedeuil                 | 16250      |                 | 10,39            | 227 (2014)                        | 22                 |
| Rouzède                   | 16290      | Rouzédois       | 14,33            | 228 (2014)                        | 16                 |
| Saint-Germain-de-Montbron | 16323      | Saint-Germanois | 14,91            | 515 (2014)                        | 35                 |
| Saint-Sornin              | 16353      |                 | 11,27            | 853 (2014)                        | 76                 |
| Souffrignac               | 16372      | Souffrignacois  | 9,37             | 148 (2014)                        | 16                 |
| Vilhonneur                | 16406      | Vilhonnorois    | 9,36             | 381 (2014)                        | 41                 |
| Vouthon                   | 16421      |                 | 10,38            | 429 (2014)                        | 41                 |

## Compétences
Nombre total de compétences exercées en 2016 : 24.